# Ерікс Шевченко
Ерікс Шевченко (латис. Ševčenko Ēriks; народився 28 квітня 1991, Рига, Латвія) — латвійський професіональний хокеїст. Амплуа — захисник, виступає в ризькому Динамо-Юніорс, виступав у складі юніорської збірної Латвії (U-18), молодіжної збірної Латвії (U-20).